# Brandon Merrill
Brandon Merrill (Colorado, 1970) è una modella e attrice statunitense.

## Biografia
Di origini indiano-americane, Brandon Merrill è nata in Colorado ed è cresciuta in un ranch nel Wyoming. È stata campionessa di rodeo in varie discipline ed è stata nominata anche in note riviste, come nella statunitense W in un articolo sul "Cheyenne rodeo".
È diventata famosa firmando un contratto con la DNA Model Management, comparendo nelle campagne pubblicitarie di Ralph Lauren, Calvin Klein, Limited, su riviste come Vogue e sul catalogo di Abercrombie & Fitch.
È conosciuta anche per aver recitato nel film Pallottole cinesi del 2000 nel ruolo di una ragazza nativa americana.

## Filmografia
- Pallottole cinesi (Shanghai Noon), regia di Tom Dey (2000)